# Eugenie Bouchard
Eugenie "Genie" Bouchard (Westmount, 25. veljače 1994.) kanadska je profesionalna tenisačica.

## Životopis
Eugenie je počela igrati tenis s pet godina. Ima brata i dvije sestre. Članica je Kanadskog teniskog trening centra u Montréalu.
Godine 2012. osvojila je Wimbledon u juniorskoj konkurenciji. Isti je turnir osvojila 2011. i 2012. i u igri parova. Trenerica joj je bivša francuska tenisačica Nathalie Tauziat.
Za kanadsku Fed Cup reprezentaciju Bouchard je debitirala 2011. u susretu sa Slovenijom te je zabilježila po pobjedu i poraz.

## Plasman na WTA ljestvici na kraju sezone
| 2008. | 2009. | 2010. | 2011. | 2012. | 2013. | 2014. |
| ----- | ----- | ----- | ----- | ----- | ----- | ----- |
| 1104. | 1068. | 538.  | 302.  | 144.  | 32.   | 7.    |

## Vanjske poveznice
- Službena stranica (engl.)
- Profil na stranici WTA Toura (engl.)